# Убийство (фильм, 1957)
«Уби́йство» (пол. Morderstwo) — короткометражный фильм режиссёра Романа Полански.

## Сюжет
Человек в тёмном плаще входит в спальню, убивает ножом спящего там мужчину и покидает комнату.

## Интересные факты
- Это первый фильм Полански, снятый во время учёбы в Киношколе в Лодзи.